# 야광원양해파리

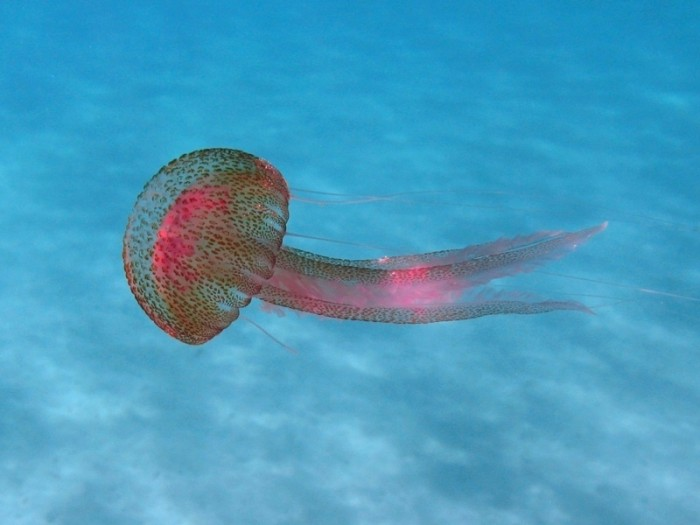

야광원양해파리는 원양해파리과의 자포동물이다.

## 분포 및 서식

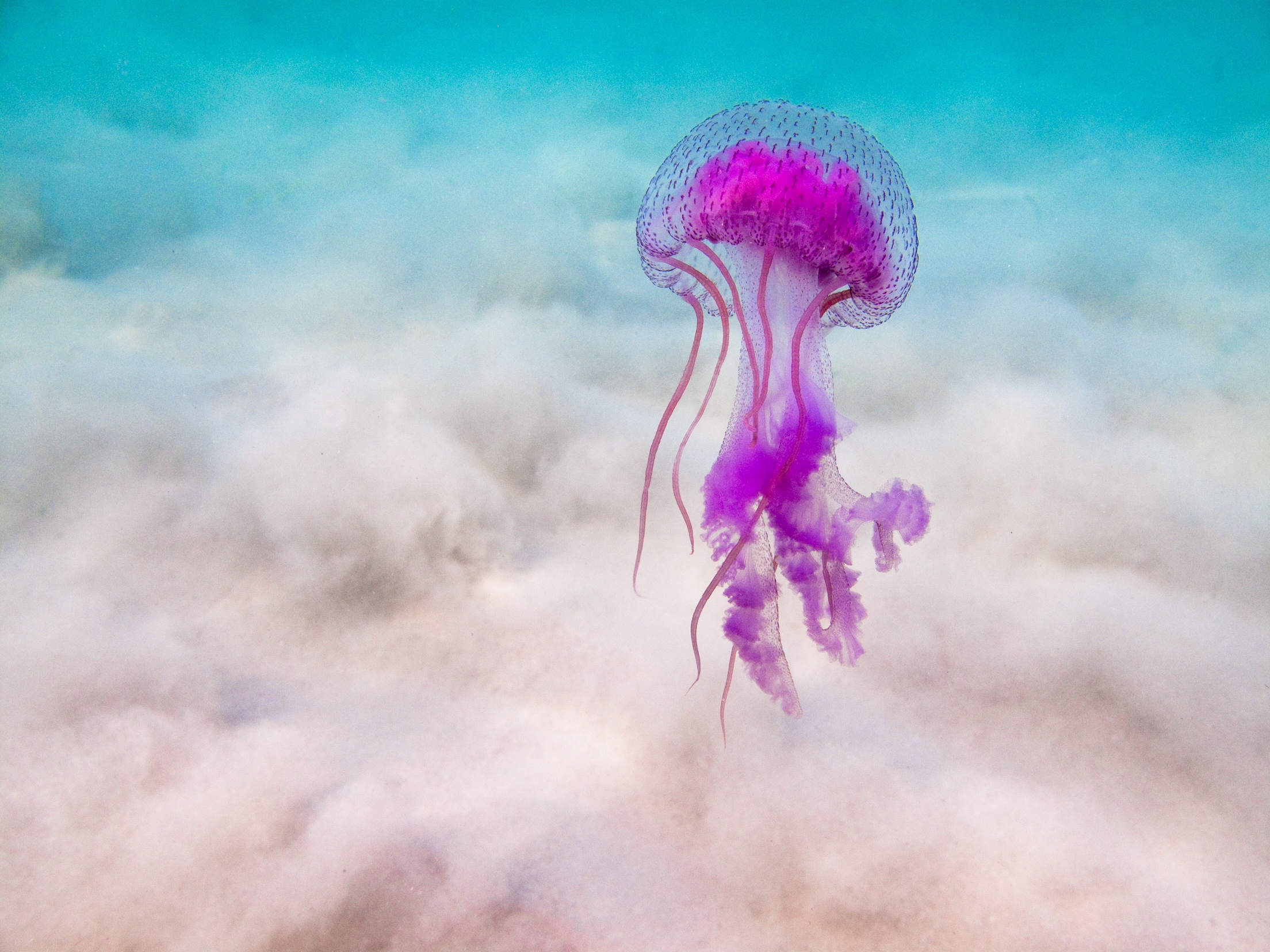

이 해파리는 북대서양 지역에서 가장 잘 알려져있으며, 서식지는 북위 4도 (적도 바로 북쪽)에서 지중해와 멕시코만을 포함한 북해에 이른다.
태평양과 인도양을 포함하여 세계의 대부분의 열대 또는 온난한 온대 해역에서도 보고가 있으며, 남쪽 한계는 남쪽 42도 경도로 보고되었다. 일부 위치는 캘리포니아, 하와이 그리고 호주 전역을 포함한다.
야광원양해파리는 일반적으로 10~27°C의 수온에서 출현하지만 11°C 미만에서는 맥동을 중지한다. 서식지는 대부분 수면에서 150m의 깊이까지 다양하지만, 1400m에서 서식했다는 기록이 있다. 야광원양해파리는 밤에는 해수면 근처에서 출현하고 낮에는 더 깊은 곳에서 출현한다.
야광원양해파리의 수영 능력은 제한적이며, 그 결과로 이 해양 종의 대량 발생(또는 무리)이 때때로 바람이나 해류에 의해 내륙 지역으로 운반되어 해변에 말단이 적시기도 한다. 이는 종종 해당하는 수온 선호 지역 외부의 물에서도 나타날 수 있음을 의미하며, 스텟랜드 제도와 노르웨이 심해와 같이 북쪽 지역까지의 기록이 있다. 일반적으로 10°C의 수온에서 발견되지만, 11°C (52°F) 이하에서는 깜박이는 것이 멈춘다. 주로 표면부터 150m (490ft)의 깊이까지 분포하지만, 1,400m (4,600ft)까지의 기록이 있다. 야광원양해파리는 일주성 수직 이동에 참여하며, 밤에는 표면 근처에서, 낮에는 더 깊은 곳에서 나타난다.

## 설명

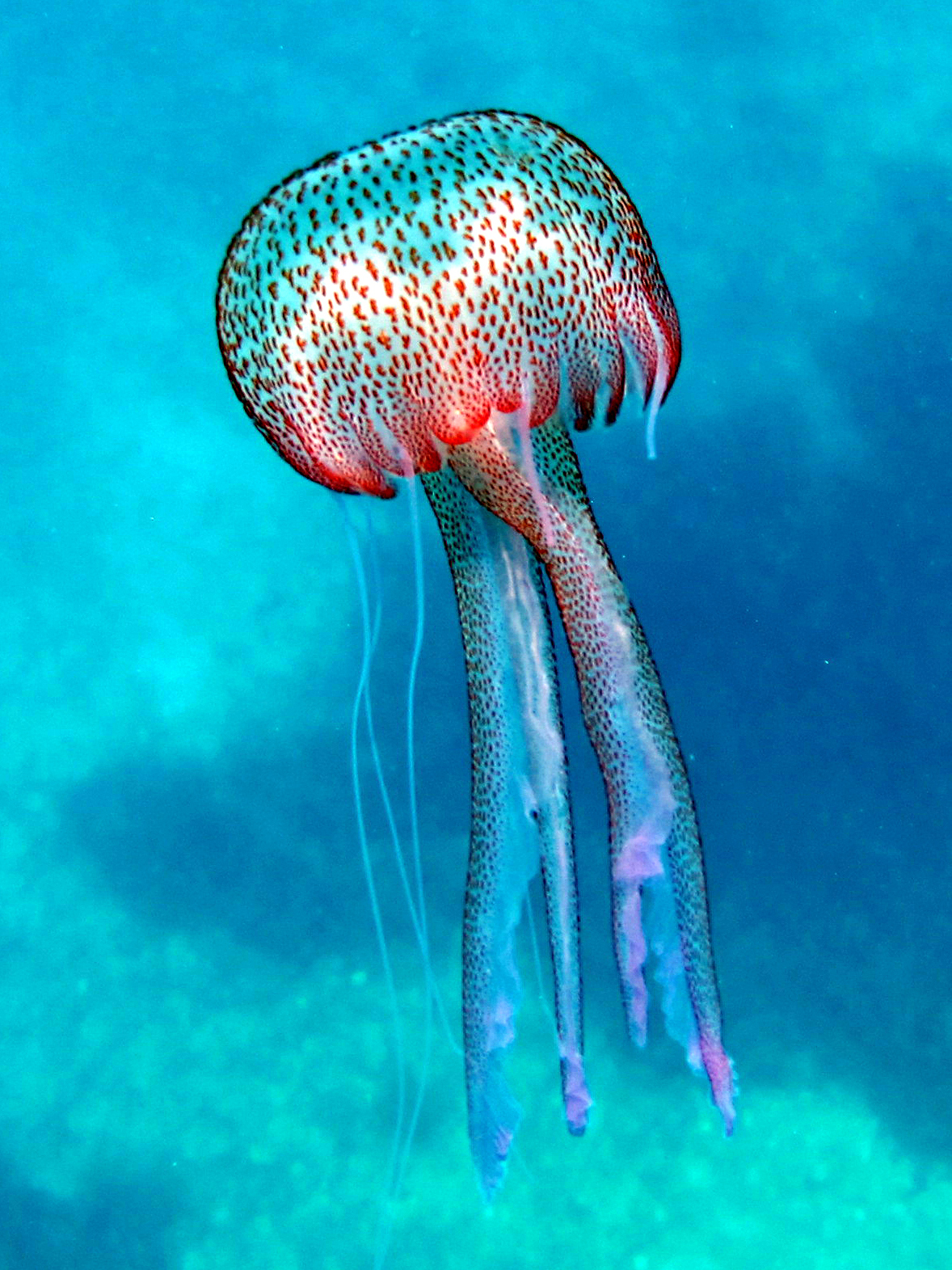

야광원양해파리는 머리 직경이 3~12cm인 상당히 작은 해파리이다. 몸색깔은 연보라색, 보라색, 분홍색, 밝은 갈색에서 노란색까지 다양하다. 그들의 몸은 방사형 대칭을 가지고 있다. 식도형 공동체라고 알려진 하나의 체강만이 존재한다. 이는 흡수 및 배설에 사용되는 하나의 개구만을 가진 원시적인 소화기 또는 소화공간이며 주요 급식 표면인 잘게 이어진 가장자리를 가진 네 개의 긴 구강 팔이 있다. 각각의 메두사는 우산 가장자리에서 나오는 여덟 개의 긴 촉수를 가지고 있다. 방사형 대칭이기 때문에 머리가 없으며, 따라서 중앙 집중식 신경계도 없다. 현재 존재하는 신경계는 원시적으로 매우 단순한 형태로, 벌거벗은 상태이며 주로 비극성 신경세포로 구성된 간단한 네트워크로 이루어져 있다. 또한, 야광원양해파리는 호흡, 배설 및 순환계도 없다. 그러나, 성모동물은 포획, 방어, 이동 및 부착과 같은 다양한 기능을 위해 사용되는 세포인 족주를 진화시켰다. 완전히 형성된 족주는 족세포라고 불리며 족주는 자극을 받으면 생물학적 독인 네마토시스트 독소를 분비한다.
이러한 유기체들은 잘 발달된 소통체를 가지고 있으며, 입과 네 개의 긴 구강 팔을 지닌 약주 모양의 구조이다. 또한 이 종에서는 중층또는 중피가 비교적 두꺼워서 잘 발달되어 있다. 감각기관인 노팔리아는 우산 가장자리에 틈과 촉수 사이에 위치하며 번갈아 가며 나타난다. 족주는 우산의 표피와 위장피, 그리고 촉수에 모두 존재합니다.
야광원양해파리는 여덟 개의 가장자리 촉수와 여덟 개의 가장자리 감각기관이 번갈아 나타난다. 네 개의 생식샘은 내피증식으로 발생하며, 위장벽의 중선적인 부분에서 위장 필라멘트의 열과 약간 떨어진 곳에 리본 모양의 주름으로 발달한다. 수컷과 암컷의 생식샘은 약간만 차이가 있으며 주된 차이는 난포의 두께이다.
생물 발광
야광원양해파리는 생물광을 내는 능력을 가지고 있으며, 즉 밤에 사람이 볼 수 있는 낮은 조도의 빛을 생성할 수 있다. 이 해파리는 파도나 배의 움직임에 의해 발생하는 교란에 자극을 받을 때, 플래시 형태로 빛을 발산한다. 이 깜박임은 상대적으로 짧은 시간 동안만 지속되며 서서히 사라진다.

행동방식
야광원양해파리는 펠라기다이드 종의 다른 종을 포함하여 대부분의 해파리와는 달리, 자유로운 수영 단계와 해저에 서식하는 폴립 단계를 동반하는 생명주기를 갖지 않고 적응하고 있다.야광원양해파리는 폴립 단계가 없는 방식으로 적응한 것이다. 수컷과 암컷이 낮 동안 각각 정액과 알을 바다에 배출함으로써 성적으로 번식하며 3일 후에 수정이 수컷이나 암컷 메두사로 발달한다. 이 단계에서는 섬모작용에 의한 움직임만 가능하다. 한 주 동안, 플라누라는 작은 에피라로 발달하고 한 달 후에 (남성 또는 여성) 메두사로 발달하며 온도가 10°C(50°F) 미만인 경우 에피라의 성장이 거의 없거나 전혀 없으며, 8°C(46°F) 이하에서 생존하는 개체 수도 적다. 다른 해파리 종들의 해저에서 서식하는 폴립 단계는 플라누라와 에피라 단계 사이에 위치한다. 처음에 야광원양해파리의 메두사는 약 1 cm(0.4 in)의 우산 지름만을 갖고 일부 개체는 우산 지름이 3.5 cm(1.4 in)에 도달하면 이미 성체가 되며, 6 cm(2.4 in)에서는 모든 개체가 성체이다. 지중해에서는 대부분 여름 말부터 겨울 초까지 번식하는 것으로 보이지만, 봄부터 초여름까지 낮은 수준에서도 번식하기도 합니다. 야광원양해파리는 번식하기 위해 유리한 영양 조건에 의존하므로, 그 조건이 충족되지 않으면 메두사는 즉시 번식을 중단하고 충분한 양의 먹이가 제공되지 않을 경우 체중을 감소시킨다.

먹이
야광원양해파리는 기회주의적이며, 저서성 크러스트라세아(클라도세라, 코페포다, 오스트라코드, 크러스트라세아 유충), 연체류 유충, 큰동물룡류, 관개동물류, 화살벌레, 어류 알과 어류 유충 뿐만 아니라 개방된 물에서 떠다니는 부스러기와 미시적인 식물성 플랑크톤과 같은 다양한 작은 유기체들을 먹는 것으로 알려져 있다. 식물성 플랑크톤은 직접 또는 진식성 크러스트라세아를 먹어 간에 가득 차 있을 때 간접적으로 섭취될 수 있다. 해파리과 중에서도 식물성 플랑크톤을 먹는 능력은 매우 특이하다.  야광원양해파리는 작은 덩굴무늬무당줄기도 먹을 수 있으며 어른 개체가 동종의 어린 개체를 먹는 방식도에서 흔하게 관찰된다. 코페포다는 연중 가장 큰 먹이원이지만, 어류 알과 날개발착류가 그 뒤를 이어 따르고 봄에는 주로 코페포다와 어류 알을 먹으며, 12월과 5월에는 날개발착류를 더 많이 먹는다. 이 종의 식이 변이성은 종이 일반적인 식물을 선택하지 않으며, 종방별적인 식물이 아닌 종반별적인 식물을 섭취하는 일반적인 동물임을 시사한다.

## 쏘임

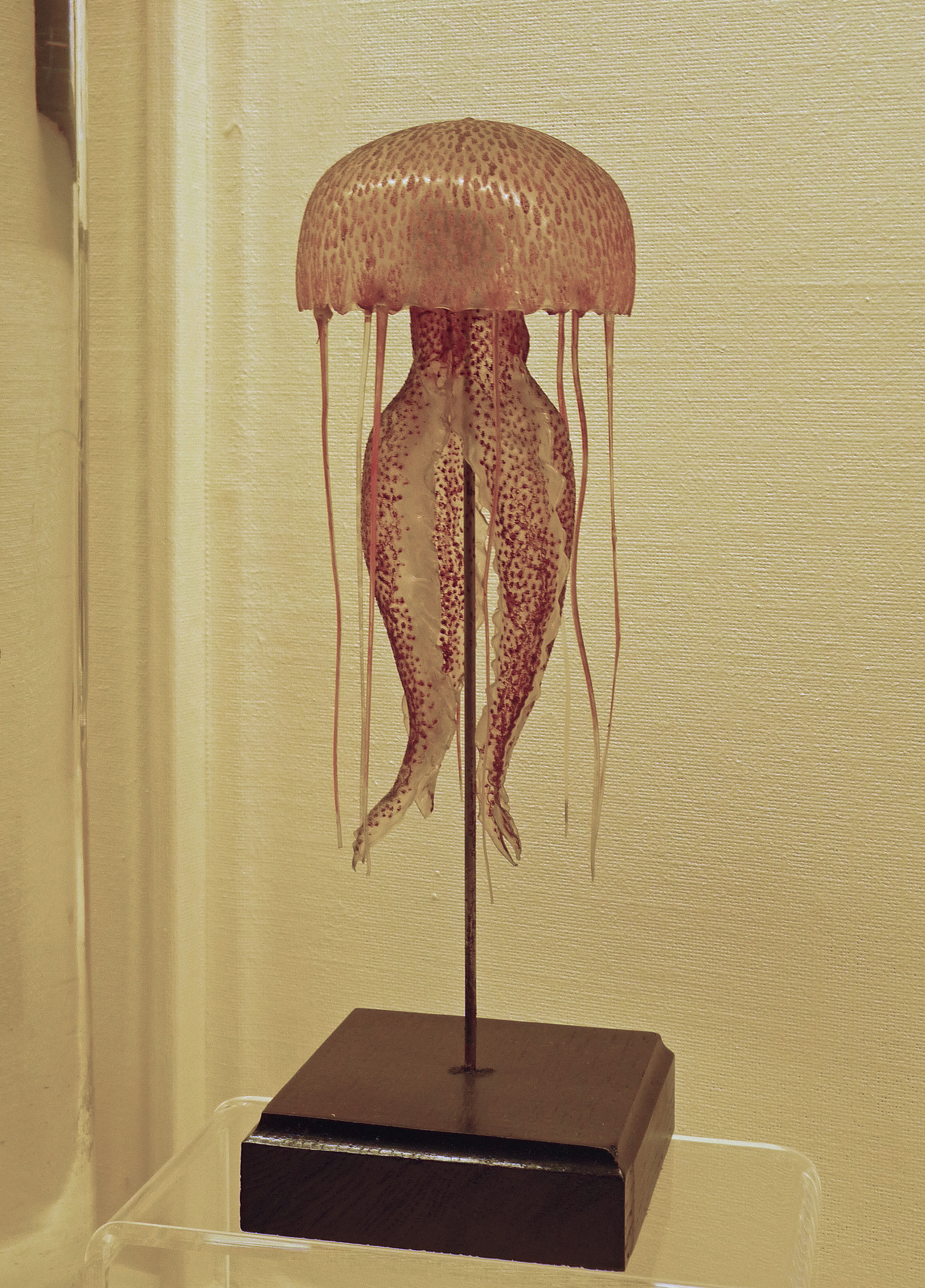

야광원양해파리는 지중해 해역에서 가장 중요한 쏘는 해파리로 간주된다. 이 해파리는 해파리 중에서 유독 특이하게 상체에는 모두 카포사이트(쏘는 세포)로 덮여 있으며, 최근에 죽어서 해안에 쓰러진 개체들도 쏠 수 있다. 쏘임은 일반적으로 1~2주 동안 지속되는 통증, 국소적인 붉음, 부종 및 발진을 유발하지만 일반적으로 위험하지 않으며 알려진 사망 사례는 없다. 때로는 증상이 더 일반적이며 어지러움, 구토 및 설사 등이 포함될 수 있으며 몇 년 후에 갑자기 반복되는 피부 발진이 발생할 수도 있다. 드물게도, 쏘임은 심각한 알레르기 반응을 일으킬 수 있으며 피부에 흉터나 과색된 자국을 남길 수 있고 이는 만남 후 몇 년 동안 지속될 수 있습니다. 야광원양해파리에 의한 쏘임을 당한 후 포르투갈 맨오워나 해파리에 의해 나중에 쏘일 경우 알레르기 반응이 발생할 수 있다. 야광원양해파리에 의한 쏘임으로 인해 기란-바레 증후군이 발생한 사례가 하나 알려져 있지만, 모든 증상은 6개월 내에 사라졌다.